# یوجین کسرلی
یوجین کسرلی (به انگلیسی: Eugene Casserly) سناتور سابق عضو حزب دموکرات ایالات متحده آمریکا بود. وی در سال ۱۸۶۹ تا ۱۸۷۳ میلادی سناتور ایالت کالیفرنیا در سنای ایالات متحده آمریکا بود.